# 柳托梅爾附近克里熱夫齊
柳托梅爾附近克里熱夫齊（斯洛維尼亞語： 發音：[ˈkɾiːʒɛu̯tsi pɾi ˈljuːtɔmɛru]，舊稱 Križovci），是斯洛維尼亞東部普爾萊基亞地區的一個聚居地，为克里熱夫齊市鎮的行政中心。它是下施蒂利亞傳統地區的一部分，現在被納入波穆爾統計區。

## 教堂
當地堂區教堂建在聚居地的中心，供奉聖十字，屬於天主教穆爾斯卡索博塔教區。它建於1891年，將12世紀和15世紀早期建築的一些元素融入了當前的新羅馬式建築中。

## 外部連結
- 维基共享资源上的相關多媒體資源：柳托梅爾附近克里熱夫齊
- Križevci pri Ljutomeru at Geopedia （页面存档备份，存于）